# والتر كامنسكي
والتر كامنسكي (بالألمانية: Walter Kaminsky)‏ هو كيميائي وأستاذ جامعي ألماني، ولد في 7 مايو 1941 في هامبورغ في ألمانيا.